# Triodia acutispicula
Triodia acutispicula är en gräsart som beskrevs av Michael Lazarides. Triodia acutispicula ingår i släktet Triodia och familjen gräs. Inga underarter finns listade i Catalogue of Life.